# 삼삼래료
《네가 필요해 : 삼삼래료》(杉杉来了)는 2014년 방송되었던 중국의 드라마이다.

## 소개
- 수혈을 계기로 사랑에 빠지게 되는 남녀의 이야기를 그린 드라마

## 등장 인물
- 장한 - 펑텅 역
- 자오리잉 - 쉐산산 역
- 황유명 (黃宥明) - 정치 역
- 리청위안 (李呈媛) - 위안리수 역
- 장양과 (张杨果而) - 펑웨 역
- 백극력 (百克力) - 옌칭 역
- 석안니 (石安妮) - 설유유 역
- 왕정 (王汀) - 리우솽이 역
- 이방정 (李方丁) - 저우샤오웨이 역
- 양카이린 (Anna Rosie) - 왕핀뤄 역

## 이모저모
- 2021년 9월14일 중국에서 방송한지 8년만에 중국전문채널 중화TV에서 VOD저작권을 구입했다 국내 방송일자는 11월 1일이다